# Inmunoedición
La inmunoedición es una teoría que describe la progresión de un tumor desde una perspectiva inmunológica. Consta de tres fases: eliminación, en el que el sistema inmune reconoce y elimina células malignas, en un proceso denominado inmunovigilancia; equilibrio, en el sistema inmune mantiene bajo control el crecimiento del tumor pero las células malignas no son eliminadas eficazmente; y escape, en el que las células tumorales logran evadir completamente el sistema inmune, permitiendo al tumor crecer y esparcirse a otros tejidos.

## Fases de la inmunoedición

### Eliminación
La fase de eliminación comprende el inicio de la respuesta inmune por parte de células de la inmunidad innata, como células NK (Natural killer), linfocitos T-γδ y células NKT (Natural Killer T), que reconocen las células transformadas y secretan interferón γ (IFNγ). IFNγ inicia una cascada de señalización que induce:
1. la secreción de citoquinas proinflamatorias, incluyendo factores angiostáticos que previenen y/o revierten la vascularización del tumor, incluyendo CXCL10;
2. efecto antiproliferativo sobre las células tumorales; y
3. el reclutamiento y activación de macrófagos, células dendríticas y otras células inmunes al tumor.

Mientras en los ganglios linfáticos se desarrollan linfocitos T específicos, el crecimiento del tumor es restringido por células NK y macrófagos, que secretan sustancias citotóxicas como óxido nitroso y especies reactivas de oxígeno, engullen células cancerígenas y liberan citoquinas proinflamatorias. Una vez los linfocitos T maduros alcanzan el tumor, eliminan con gran eficacia las células cancerígenas que expresan antígenos tumorales específicos.

### Equilibrio

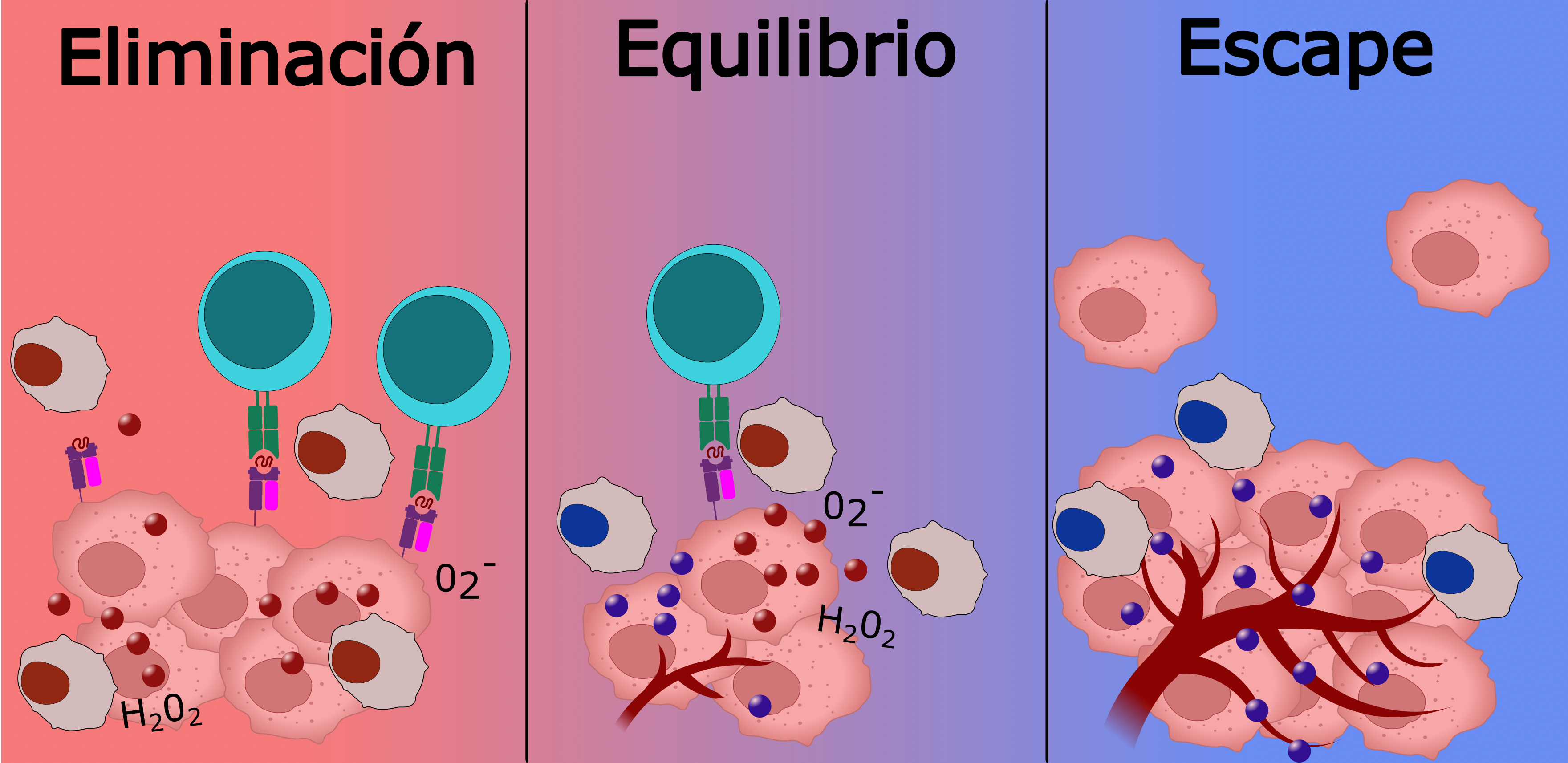
Proceso de la inmunoedición. Durante la eliminación las células sistema inmune emplean señales proinflamatorias (en rojo) y detectan marcadores tumorales en las células transformadas para destruirlas. Durante el equilibrio células cancerosas capaces de evadir la respuesta inmune secretando inhibidores (en azul) y expresando menos elementos necesarios para esta, como MHCI, son seleccionadas. A la vez se desarrollan macrófagos asociados a tumores. Durante el escape la respuesta inmune es ineficaz ante las células tumorales, se ha desarrollado la vasculatura del tumor y se puede producir la metástasis.

Si la inmunovigilancia no es completamente exitosa en la eliminación de las células tumorales, se da la segunda etapa de la inmunoedición, equilibrio. En esta, el tumor no progresa, pero tampoco es eliminado por completo. Se produce un proceso análogo a la selección natural en el que la actividad del sistema inmune actúa como presión selectiva sobre las células tumorales, eliminando aquellas que es capaz de detectar y seleccionando en cambio las menos inmunogénicas. La “evolución” de las células tumorales es además facilitada por la actividad de macrófagos y células NK, cuya actividad proinflamatoria prolongada favorece la inestabilidad génica de las células cancerígenas  y con ello la aparición de mutaciones potencialmente favorables a la progresión del tumor.
Elementos comúnmente eliminados de las células tumorales en el proceso de inmunoedición incluyen: componentes de procesamiento de antígenos del complejo mayor de histocompatibilidad (MHC), genes correspondientes a marcadores tumorales, y componentes de la vía de señalización de IFNγ.

### Escape
Finalmente, el escape representa el fracaso de la respuesta inmune frente al tumor. Las células tumorales resistentes modificadas en parte por la actividad del sistema inmune se pueden esparcir incontroladamente por el cuerpo. 